# 东岗站 (兰州市)
东岗站是一个位于中华人民共和国甘肃省兰州市城关区东岗街道东岗东路与甸子街交叉口地下，属于兰州轨道交通1号线的地铁车站，是目前1号线东端终点站，亦是兰州轨道交通系统中目前最东端的车站，于2019年6月23日开通。

## 车站结构
东岗站沿东岗东路设置，为地下两层双柱三跨岛式站台车站，车站长374米，标准段宽21米，车站地下一层为站厅层，地下二层为站台层。车站西侧设置单渡线，站后设置两条存车线。
| 地面              | 出入口 | C-D出入口                                                                                   |
| 地下一层          | 站厅   | 客服中心、自动售票机、验票机                                                                |
| 地下二层          | 站台层 | \| \| \| █ 1号线往陈官营（焦家湾） \| \| 島式 · 開左邊车门 \| \| \| \| \| \| █ 1号线落客 \| |
|                   |        | █ 1号线往陈官营（焦家湾）                                                                   |
| 島式 · 開左邊车门 |        |                                                                                             |
|                   |        | █ 1号线落客                                                                                 |

## 车站出口
东岗站共设2个出口，各出口及周围设施如下所示：
| 编号                | 建议前往的目的地 | 照片 | 无障碍设施 |
| ------------------- | ---------------- | ---- | ---------- |
| C · 出口 · （设有） | 东岗东路南侧     |      |            |
| D · 出口            | 东岗东路南侧     |      | 不適用     |
| 图例： 设有         |                  |      |            |

## 接驳交通

### 公交车
- 兰大一院东岗院区(甸子街)：4路、12路、38路、117路
- 兰州东港镇：榆中903路

## 车站历史
- 2015年6月10日，车站主体结构封顶[3]。
- 2019年6月23日，车站随1号线一期工程通车开通[2]。